# Аулієколь (Жамбильський район)
Аулієко́ль (каз. Әулиекөл) — село у складі Жамбильського району Жамбильської області Казахстану. Входить до складу Айшабібінського сільського округу.
Населення — 208 осіб (2021; 172 у 2009, 337 у 1999, 243 у 1989).
До 2017 року село називалось Кизилтан.